# Arnold Schwarzenegger
Arnold Alois Schwarzenegger (* 30. července 1947 Thal) je rakousko-americký sportovec, herec a republikánský politik. V letech 2003–2011 zastával úřad guvernéra Kalifornie. V kulturistice a silovém trojboji vyhrál řadu soutěží. Sedmkrát zvítězil na Mr. Olympia a pětkrát na Mr. Universe.
Jako herec hraje zejména postavy tvrdých mužů v akčních filmech, v nichž zúročuje svoji vypracovanou postavu. Díky ní byl také v Guinnessově knize rekordů označen jako nejdokonaleji vyvinutý muž na světě. Jeho nejznámější filmové role jsou Terminátor a Barbar Conan. V roce 1979 spolupracoval na knihách Arnoldovo formování postavy pro ženy a Arnoldova kulturistika pro muže. Za svou kariéru vydal nespočet publikací, mezi nimi i knihu Encyklopedie moderní kulturistiky. 
V listopadu 2003 se po mimořádných volbách stal 38. guvernérem státu Kalifornie a tuto pozici obhájil i při řádných volbách roku 2006. Kalifornským guvernérem byl do ledna 2011, kdy mu vypršel druhý mandát.
Mezi předky patří jeho praděd Wenzel (Václav) Mach, který se roku 1841 narodil v obci Chocov. Jeho nemanželský syn Carl Schwarzenegger (1872–1927) se již narodil v Rakousku a vzal si zde Cecili Hinterleitnerovou (1878–1968) a měli spolu syna Gustava Schwarzeneggera (1907–1972), který byl otcem Arnolda. Příjmení matky bylo Jadrny (Jadrná) a byla válečnou vdovou.
Jeho manželkou je Maria Shriverová (* 1955), která pochází z Kennedyovské dynastie. Její matkou je Eunice Kennedyová Shriverová, sestra prezidenta USA Johna Fitzgeralda, ministra Roberta Francise a senátora Edwarda Moorea Kennedyho. Dne 9. května 2011 manželé oznámili, že se rozcházejí a že budou žít odděleně. Shriverová opustí rodinné sídlo v Brentwoodu.
V roce 2011 vyšlo najevo, že Schwarzenegger má čtrnáctiletého syna se svou bývalou hospodyní Mildred Patricií Baena.

## Filmografie
- 1970 – Herkules v New Yorku (Hercules in New York)
- 1973 – Dlouhé loučení (The Long Goodbye)
- 1976 – Zůstaň hladový (Stay Hungry)
- 1977 – Pumping Iron (Pumping Iron)
- 1979 – Kaktusový Jack (The Villain)
- 1979 – Hledání věcí (Scavenger Hunt)
- 1980 – Příběh Jayne Mansfieldové (The Jayne Mansfield Story)
- 1980 – Návrat (The Comeback)
- 1982 – Barbar Conan (Conan the Barbarian)
- 1983 – Karneval v Riu (Carneval in Rio)
- 1984 – Ničitel Conan (Conan the Destroyer)
- 1984 – Terminátor (The Terminator)
- 1985 – Komando (Commando)
- 1985 – Rudá Sonja (Red Sonja)
- 1986 – Špinavá dohoda (Raw Deal)

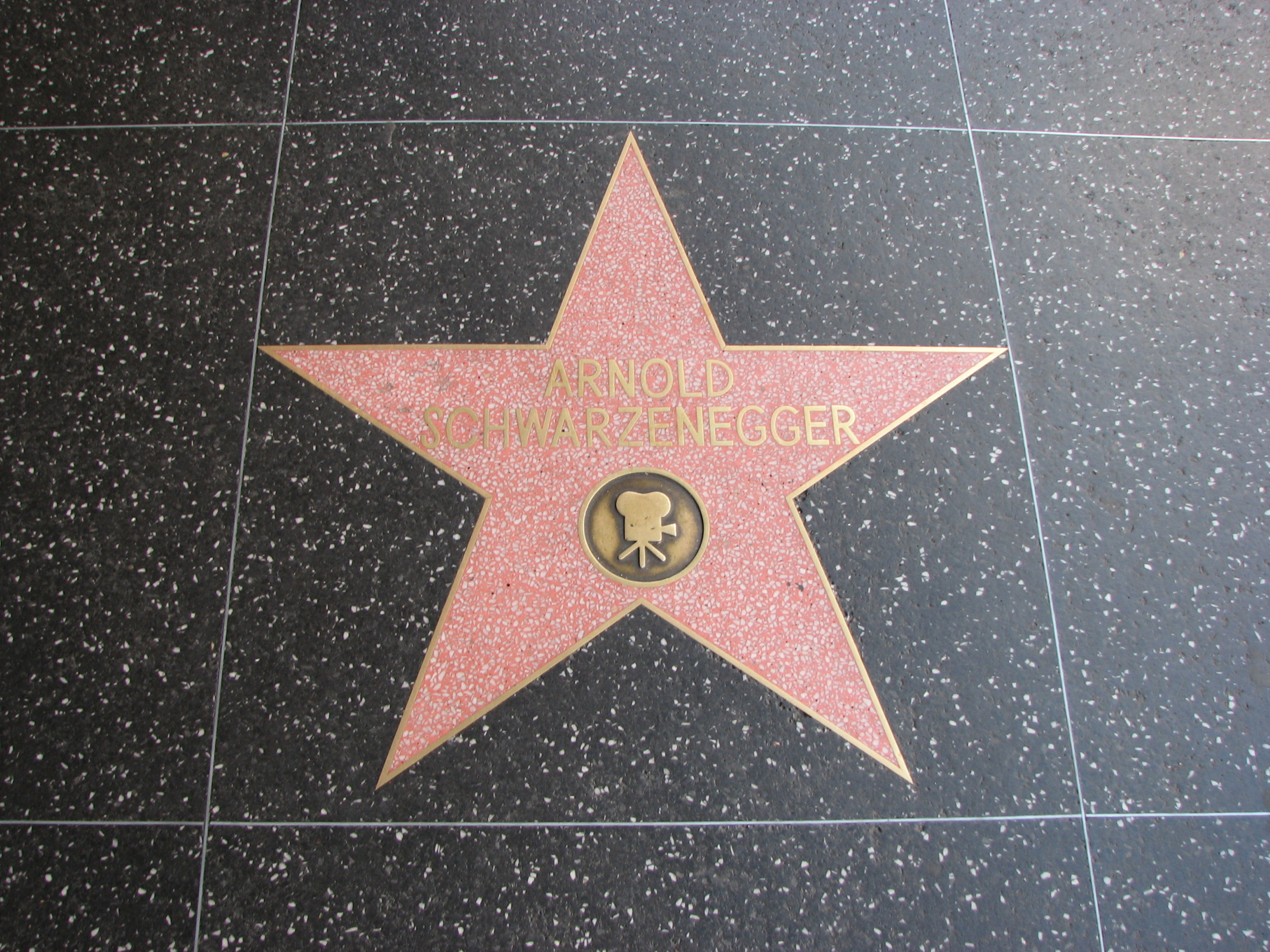
Hvězda Arnolda Schwarzeneggera na Hollywoodském chodníku slávy (z roku 1987)

- 1987 – Běžící muž (The Running Man)
- 1987 – Predátor (Predator)
- 1988 – Dvojčata (Twins)
- 1988 – Rudé horko (Red Heat)
- 1990 – Policajt ze školky (Kindergarten Cop)
- 1990 – Total Recall (Total Recall)
- 1991 – Terminátor 2: Den zúčtování (Terminator 2: Judgement Day)
- 1992 – Vánoce v Connecticutu (Christmas in Connecticut)
- 1993 – Dave (Dave)
- 1993 – Poslední akční hrdina (Last Action Hero)
- 1994 – Berettův ostrov (Berreta's Island)
- 1994 – Junior (Junior)
- 1994 – Pravdivé lži (True Lies)
- 1996 – T2-3D: Battle Across Time (T2-3D: Battle Across Time)
- 1996 – Rolničky, kam se podíváš (Jingle All the Way)
- 1996 – Likvidátor (Eraser)
- 1997 – Batman a Robin (Batman & Robin)
- 1999 – Konec světa (End of Days)
- 1999 – Hollywodský hrdina (Hollywood Hero)
- 2000 – 6. den (The 6th Day)
- 2002 – Protiúder (Collateral Damage)
- 2003 – Vítejte v džungli (The Rundown)
- 2003 – Terminátor 3: Vzpoura strojů (Terminator 3: Rise of the Machines)
- 2004 – Cesta kolem světa za 80 dní (Around the World in 80 Days)
- 2010 – Expendables: Postradatelní (The Expendables)
- 2012 – Expendables: Postradatelní 2 (The Expendables 2)
- 2013 – Plán útěku (Escape plan)
- 2013 – Konečná (The Last stand)
- 2014 – Expendables: Postradatelní 3
- 2014 – Maggie
- 2014 – Sabotage
- 2015 – Terminátor Genisys
- 2017 – Cesta bez návratu
- 2019 – Terminátor: Temný osud

## Kulturistická kariéra
Arnold Schwarzenegger je jednou z nejznámějších postav kulturistiky. Vyhrál 7krát Mr. Olympia, která je dosud nejprestižnější soutěží v kulturistice na světě. V té době byl jediný komu se podařilo tolikrát vyhrát v této soutěži. Poté, co přijel do USA, začal cvičit ve fitness centru Gold’s gym, které bylo proslaveno tím, že do něho chodila cvičit kulturistická elita.
Po ukončení kulturistické kariéry byl stále hlavní postavou tohoto sportu. Předsedal mnoha soutěžím a přehlídkám, psal do sportovních časopisů a magazínů (Muscle & Fitness, Flex) a vlastnil i několik posiloven.

### Míry
- Váha v přípravě: 107 kg[16]
- Váha mimo sezónu: 120 kg[16]
- Výška: 188 cm[16]
- Obvod bicepsu: 56 cm[16]
- Obvod hrudníku: 140 cm[16]
- Obvod v pase: 86 cm[16]
- Obvod stehna: 72 cm[16]
- Obvod lýtka: 51 cm[16]

### Silové soutěže
V počátcích své kariéry se Schwarzenegger účastnil také mnoha silových soutěžích. Vyhrál dvě soutěže ve vzpírání a to v roce 1964 a 1965 a další dvě soutěže v trojboji v roce 1966 a 1968. V roce 1967 vyhrál Mnichovskou soutěž ve zdvihu kamene vážícího 254 kg.

#### Osobní rekordy
- Nadhoz: 135 kg[17]
- Trh: 110 kg[17]
- Dřep: 247 kg[17]
- Bench press: 240 kg[17]
- Mrtvý tah: 320 kg[17]

### Umístění na soutěžích
- 1963 Contest in Graz, Steirer Hof Hotel, Štýrský Hradec, Rakousko (2. místo)
- 1964 Krajské mistrovství – třída junioři, Curlene, Rakousko (1. místo)
- 1965 Mistrovství Evropy juniorů, Stuttgart, Německo (1. místo)
- 1966 Mistrovství Evropy – třída amatéři (1. místo)
- 1966 Nejlépe stavěný muž Evropy (1. místo)
- 1966 Mezinárodní mistrovství Německa v sil. trojboji – těžká váha (1. místo)
- 1966 NABBA Mr. Universe, Londýn, Anglie – třída amatéři (2. místo)
- 1967 NABBA Mr. Universe, Londýn, Anglie – třída amatéři, celkově (1. místo)
- 1968 NABBA Mr. Universe, Londýn, Anglie – třída profi, celkově (1. místo)
- 1968 IFBB Mr. Universe, Miami, USA – ve své třídě i celkově (1. místo)
- 1968 IFBB Mr. International, Tijuana, Mexiko (1. místo)
- 1969 IFBB Mr. Universe, New York, USA (1. místo)
- 1969 IFBB Mr. Olympia, New York, USA (2. místo)
- 1969 NABBA Mr. Universe, Londýn, Anglie – ve své třídě i celkově (1. místo)
- 1969 Mistrovství Evropy, Essen, Německo – ve své třídě i celkově (1. místo)
- 1970 NABBA Mr. Universe, Londýn, Anglie – ve své třídě i celkově (1. místo)
- 1970 AAU Pro Mr. World, Columbus, Ohio – USA (1. místo)
- 1970 IFBB Mr. Olympia, New York, USA (1. místo)
- 1971 IFBB Mr. Olympia, Paříž, Francie (1. místo)
- 1972 IFBB Mr. Olympia, Essen, Německo (1. místo)
- 1973 IFBB Mr. Olympia, New York, USA (1. místo)
- 1974 IFBB Mr. Olympia, New York, USA (1. místo)
- 1975 IFBB Mr. Olympia, Pretorie, Jižní Afrika (1. místo)
- 1980 IFBB Mr. Olympia, Sydney, Austrálie (1. místo)

## Zajímavosti
Jeho matka byla Aurelia Schwarzeneggerová (1922-1998), jeho otcem pak byl rakouský policejní důstojník Gustav Schwarzenegger, který za války bojoval jako nacista. Arnold se sám poté k tomuto tématu vyjadřoval skrze jeho dokument na streamovací službě Netflix, řekl že jeho otec byl schizofrenní nacista, který ho tyranizoval, fackoval a mlátil. 
Z jeho rodného domu v rodném rakouském městečku Thal, se stalo v roce 2011 jeho vlastní muzeum. Oficiální stránky muzea: https://arnieslife.com/